# Sevii Islands
De Sevii Islands (Japans: ナナシマ Nanashima) is een locatie in de fictieve wereld van Pokémon. Het is geen eigen Pokémonregio met eigen Pokémon, maar hoort bij Kanto. De locatie is alleen te bereiken in Pokémon FireRed en LeafGreen. In de tekenfilmserie zijn de eilanden nooit voorgekomen.

## Bereikbaarheid en ligging
De Sevii Islands liggen ten zuiden van de Kanto-regio en ten noorden van de Orange Islands en New Island. De eilanden zijn alleen te bereiken met de Seagallop Ferries die vanaf de verschillende eilanden gaan en Vermilion City in Kanto. Ze zijn niet te bereiken met Pokémon. 

## Naam
De Sevii Islands bestaan uit negen hoofdeilanden met nog wat kleine eilandjes voor de kust. De zeven belangrijkste eilanden hebben een plaatsje met een nummer als naam:
1. Knot Island - One Island
2. Boon Island - Two Island
3. Kin Island - Three Island
4. Floe Island - Four Island
5. Chrono Island - Five Island
6. Fortune Island - Six Island
7. Quest Island - Seven Island
8. Navel Rock
9. Birth Island

De zeven nummereilanden zijn goed te bereiken maar Navel Rock en Birth Island zijn alleen te bereiken via speciale events.
De naam Sevii komt waarschijnlijk van het Engelse seven en het Romeinse VII, achterelkaar geeft dat dan Sevii. Waarom de eilanden zo’n link hebben met zeven is waarschijnlijk omdat de eilanden in zeven dagen zijn ontstaan.